# 소구역

유엔 통계국이 만든 유엔 지오스킴

소구역 또는 아구는 더 큰 지역 또는 대륙의 일부이며 보통 위치에 기반을 둔다. 남쪽과 같은 방위이 소구역을 정의하는데 보통 사용된다.

## 유엔 소구역
유엔의 통계국은 유엔의 통계 정보의 수집, 처리, 보급을 책임진다. 1999년, 유엔은 전 세계의 수많은 밀레니엄 개발 목표 달성에 대한 진척상황을 보고하기 위해 대륙적 지역, 소구역, 기타 선별된 경제 그룹을 만들었다. 이는 통계적 목적을 위해 고안되었으며 통계 분석을 수행하기 위해 사용된다.

## 대륙별 소구역

### 아프로·유라시아

#### 아프리카
- 유엔 통계국의 지오스킴에 따라
  - 북아프리카
  - 동아프리카
  - 중앙아프리카
  - 남아프리카
  - 서아프리카

- 지리에 따라
  - 북아프리카
    - 마그레브
    - 북동아프리카

  - 사하라 이남 아프리카
    - 중앙아프리카
    - 동아프리카
      - 북동아프리카
        - 아프리카의 뿔

      - 아프리카 동남부

    - 남아프리카
    - 서아프리카
      - 기니 (지역)
      - 수단 (지역)

- 지문학적 분류에 따라
  - 콩고 분지
    - 칼라하리 사막

  - 나미브 사막
  - 사하라 사막
  - 사헬
  - 수단 사바나
    -       - 수드

- 경제적 분류에 따라
  - 아랍 연맹
  - 동남아프리카 공동시장
  - 중앙아프리카 국가 경제 공동체
  - 서아프리카 국가 경제 공동체
  - EMEA
  - 남아프리카 개발 공동체
  - 지중해 연합

- 생물지리학적 분류에 따라
  - 마카로네시아

- 역사적 분류에 따라
  - 니그리티아

#### 유라시아

##### 아시아
- 유엔 통계국 지오스킴에 따라
  - 중앙아시아
  - 동아시아
  - 동남아시아
  - 남아시아
  - 서아시아

- 지리에 따라
  - 중앙아시아
  - 동아시아
    - 중화권
      - 중화인민공화국
        - 홍콩
        - 마카오
        - 중국 대륙
          - 화베이
          - 둥베이
          - 중국 동남부
            - 화둥
            - 중난
              - 화중
              - 화난

          - 중국 서부
            - 시베이
            - 시난 (중국)

      - 난하이 제도
        - 파라셀 제도
        - 둥사 군도
        - 스프래틀리 군도
          - 제임스 숄
          - 이투아바섬
          - 중저우 암초

        - 중사 군도
          - 메이클즈필드 천퇴
            - 워커 숄

          - 스카버러 암초

      - 중화민국

    - 몽골
    - 동북아시아
      - 중화인민공화국
        - 내몽골 자치구 동부
        - 둥베이

      - 일본
        - 다이토 제도
        - 내지 (일본 제국)
          - 홋카이도
          - 혼슈
          - 규슈
          - 시코쿠

        - 류큐 제도

      - 한국
        - 조선민주주의인민공화국
        - 대한민국

      - 러시아 극동
        - 외만주

  - 북아시아
    - 러시아 극동
      - 외만주

  - 남아시아
    - 인도
      - 안다만 니코바르 제도
      - 락샤드위프 제도
      - 인도 대륙
        - 중인도
        - 동인도
        - 북동인도
        - 북인도
        - 남인도
        - 서인도

  - 동남아시아
    - 대륙 동남아시아
      - 말레이반도
        - 반도 말레이시아
        - 태국 남부
        - 떠닝따이도

    - 해양 동남아시아
      - 보르네오섬
        - 브루나이
        - 동말레이시아
          - 라부안
          - 사바주
          - 사라왁주

        - 칼리만탄

  - 서아시아
    - 아나톨리아
    - 아라비아반도
      - 아라비아 동부
      - 히자즈
      - 나지드
      - 아라비아 남부

    - 레반트
      - 레반트 남부

    - 메소포타미아
    - 남캅카스

- 지문학적 분류에 따라
  - 아나톨리아
  - 아라비아반도
    - 중앙고원
    - 인도양연안
    - 페르시아걸프연안
    - 홍해연안

  - 바레인섬
  - 캅카스산맥
    - 볼쇼이캅카스산맥
    - 말리캅카스산맥

  - 다이토 제도
  - 유라시아 스텝
  - 비옥한 초승달 지대
    - 메소포타미아

  - 하이난섬
  - 히말라야산맥
    - 동히말라야산맥
    - 서히말라야산맥
      - 시아첸 빙하

  - 인도 아대륙
    - 데칸고원

  - 인도차이나반도
  - 인도-갠지스 평원
  - 인더스계곡
  - 이란고원
  - 일본의 군도
    - 홋카이도
    - 혼슈
    - 쿠릴 열도
    - 규슈
    - 류큐 제도
      - 오키나와섬

    - 사할린섬
    - 시코쿠

  - 제주도
  - 중가르 분지
  - 한반도
  - 레이저우반도
  - 랴오둥반도
  - 말레이 제도
    - 인도네시아 군도
      - 말루쿠 제도
      - 순다 열도
        - 대순다 열도
          - 보르네오섬
          - 자와섬
          - 술라웨시섬
          - 수마트라섬

        - 소순다 열도
          - 발리주
          - 플로레스섬
          - 코모도섬
          - 롬복섬
          - 숨바섬
          - 숨바와섬
          - 티모르섬

    - 필리핀의 군도
      - 루손섬
      - 민다나오섬
      - 비사야스 제도

  - 몽골고원
  - 난포 열도
    - 보닌 열도
    - 가잔 열도

  - 칭하이호
  - 산둥반도
  - 쓰촨 분지
  - 스리랑카의 섬
  - 타이완의 섬
  - 타림 분지

- 지리정치학적 분류에 따라
  - 아시아 태평양
    - 극동
      - 중화권
        - 중국 본토
        - 내몽골 자치구
        - 만주
        - 티베트
        - 신장 위구르 자치구

      - 인도차이나반도
      - 일본 열도
      - 한반도
      - 말레이 제도
      - 러시아 극동

  - Greater Middle East
    - MENA
      - 중동
        - 아랍 연맹
          - 마슈리크
            - 아라비아반도
            - 레반트
            - 메소포타미아

        - 아나톨리아
        - 남캅카스

    - 스탄

  - 인도 아대륙
    - 카슈미르

- 경제학적 분류에 따라
  - 아랍 연맹
  - 아세안 자유 무역 지대
  - 아시아 협력 대화
  - 아시아 태평양 경제협력체
  - 동남아시아 국가 연합
  - 대나무 네트워크
  - BBIN
  - EMEA
  - 유라시아 관세동맹
  - 유라시아 경제 연합
  - 걸프 협력 회의
  - 남아시아 지역 협력 연합
  - 지중해 연합

- 문화에 따라
  - 동양
    - 한자 문화권
      - 중화권
        - 동중국과 서중국
          - 북중국와 남중국
            - 중국 본토
            - 만주

      - 일본
      - 한국
      - 베트남
      - 인도 문화권
        - 동아프가니스탄
        - 인도 아대륙
        - 대륙 동남아시아
        - 해양 동남아시아
        - 티베트
        - 윈난성

    - 몽골
      - 내몽골 자치구
      - 외몽골

  - 이슬람 세계
    - 아랍권
      - 마슈리크
        - 아라비아
          - 하드라마우트

    - 터키계
      - 아제르바이잔
      - 소비에트 중앙아시아
      - 터키
      - 신장 위구르 자치구
        - 중가리아

- 종교에 따라
  - 아브라함 종교
  - 동부의 종교
    - 다르마 종교
    - 도 계통의 종교

- 역사적 구분
  - 동인도 제도
    - 파더 인디아
      - 인도차이나

- 지리에 따라
  - 쿠릴 열도
  - 류큐 제도

##### 유럽
- 유엔 통계국의 지오스킴에 따라
  - 동유럽
  - 북유럽
  - 남유럽
  - 서유럽

- 지리에 따라
  - 중유럽과 동유럽
    - 중앙유럽
    - 동유럽
      - 캅카스
        - 북캅카스
        - 남캅카스

  - 북유럽
    - 북중유럽
      - 스칸디나비아

    - 북동유럽

  - 남유럽
    - 남중유럽
      - 아펜니노반도
      - 몰타

    - 남동유럽
      - 발칸반도
      - 루마니아

    - 남서유럽
      - 발레아레스 제도
      - 이베리아반도
      - 남프랑스

  - 서유럽

- 지문학적 분류에 따라
  - 아펜니노반도
  - 발칸반도
  - 브리튼 제도
    - 그레이트브리튼섬
    - 헤브리디스 제도
    - 아일랜드섬
    - 맨섬
    - 아일오브와이트주

  - 캅카스산맥
    - 볼쇼이캅카스산맥
    - 말리캅카스산맥

  - 채널 제도
    - 건지섬
    - 저지섬

  - 유라시아 스텝
  - 페노스칸디아반도
    - 콜라반도
    - 스칸디나비아반도

  - 유럽 대평원
    - 동유럽 평원

  - 이베리아반도
  - 지중해 분지

- 지리정치적 분류에 따라
  - 동중유럽
  - 동유럽
    - 구소련 국가
      - 발트 3국
      - 독립국가연합
        - 러시아 벨라루스 연맹국
          - 북캅카스

      - 조지아
      - 우크라이나

  - 중서유럽 (독일어)
  - 서유럽
    - 유럽 연합
    - 북대서양 조약 기구

- 경제에 따라
  - 중앙유럽 자유 무역 협정
  - EMEA
  - 유라시아 관세동맹
  - 유라시아 경제 연합
  - 유럽 경제 지역
  - 유럽 자유 무역 연합
  - 유럽 단일 시장
  - 유로존
  - 지중해 연합
  - 러시아 벨라루스 연맹국

- 문화에 따라
  - 발칸반도
    - 동발칸
    - 서발칸

  - 발트 3국
  - 베네룩스
    - 벨기에
    - 네덜란드
    - 룩셈부르크

  - 지중해 지역
  - 노르딕 국가, 카렐리야
  - 사프미 (핀란드, 스웨덴으로 나뉜 1809년부터)
  - 스칸디나비아
  - 비셰그라드 그룹

- 언어에 따라
  - 켈트어 사용 유럽
  - 게르만 유럽
    - DACH 국가
      - 독일
      - 오스트리아
      - 스위스

  - 로망스어 사용 유럽
  - 슬라브어 사용 유럽

- 종교에 따라
  - 동부 종교
    - 인도계 종교
    - 유럽의 이슬람교

- 생물지리학적 분류에 따라
  - 지중해 지역

- 역사적 구분
  - 켈트족
  - 교회의 대분열
    - 로마 가톨릭교회
    - 동방 정교회

  - 게르만족
  - 그레코-로만계
    - 헬레니즘계
    - 로마 제국
      - 동로마 제국
      - 서로마 제국

  - 이란족
  - 철의 장막
    - 동구권
    - 서방권

  - 종교 개혁
  - 슬라브족
  - 튀르크족

### 아메리카
- 유엔 통계국 지오스킴에 따라
  - 중남미
    - 카리브 제도[3]
    - 라틴아메리카
      - 중앙아메리카[3]
      - 남아메리카

  - 북미[3]

- 문화에 따라
  - 앵글로아메리카
  - 라틴아메리카
    - 프렌치아메리카
    - 이베로아메리카
      - 이스파노아메리카
      - 포르투갈아메리카

- 경제학적 분류에 따라
  - 라틴아메리카·카리브 국가 공동체

#### 북아메리카
- 지리에 따라
  - 중부아메리카
    - 카리브 제도
      - 아베스섬
      - 서인도 제도
        - 앤틸리스 제도
          - 대앤틸리스 제도
            - 히스파니올라섬

          - 소앤틸리스 제도
            - 리워드 제도
              - 세인트마틴섬
              - SSS 제도
              - 버진 제도
                - 영국령 버진아일랜드
                - 미국령 버진아일랜드

            - 남카리브해
              - 리워드앤틸리스 제도
                - ABC 제도

              - 윈드워드 제도

        - 루케이언 제도

      - 중앙아메리카
        - 산안드레스이프로비덴시아주

      - 멕시코

  - 북미
    - 버뮤다
    - 캐나다
      - 캐나다 동부
        - 애틀랜틱 캐나다
          - 캐나다 연해주

        - 캐나다 중부

      - 캐나다 북부
        - 캐나다북극해제도

      - 캐나다 서부
        - 웨스트코스트

    - 그린란드
    - 생피에르 미클롱
    - 미국
      - 알래스카주
      - 미국 본토
        - 미국 중부
        - 미국 동부
          - 미국 북동부
          - 미국 남동부

        - 미국 북부
        - 미국 남부
          - 미국 중남부

        - 미국 서부
          - 미국 북서부
          - 미국 중서부
          - 미국 남서부

- 지문학적 분류에 따라
  - 미국 동해안
  - 그레이트베이슨
  - 그레이트베이슨 사막
  - 오대호
  - 그레이트플레인스
  - 피드몬트
  - 미국 서해안

- 지리정치학적 분류에 따라
  - 네덜란드령 카리브
    - 카리브 네덜란드

  - 동카리브 국가 기구
  - 적색주와 청색주

- 경제학적 분류에 따라
  - 카리브 공동체 (CARICOM)
  - CAFTA
  - 북미자유무역협정 (NAFTA)
  - 동카리브 국가 기구

- 문화에 따라
  - 메소아메리카

- 지리에 따라
  - 캐나다 순상지

#### 남아메리카
- 지문학적 분류에 따라
  - 알티플라노고원
  - 아마존 분지
  - 아마존 우림
  - 안데스산맥
  - 브라질고원
  - 그란차코
  - 팜파
  - 판타나우
  - 파타고니아

- 경제학적 분류에 따라
  - 안데스 공동체
  - 메르코수르
  - 남미 국가 연합

### 남극
- 유엔 통계국 지오스킴에 따라
  - 남극

- 지리에 따라
  - 남극섬과 아남극섬
    - 부베섬
    - 프랑스령 남방 및 남극 지역
      - 크로제 제도
      - 케르겔렌 제도
      - 생폴섬, 암스테르담섬

    - 허드 맥도널드 제도
    - 매쿼리섬
    - 뉴질랜드 남극 연안의 섬
      - 앤티퍼디스 제도
      - 오클랜드 제도
      - 바운티 제도
      - 캠벨 제도

    - 페테르 1세섬
    - 프린스에드워드 제도
    - 사우스조지아 사우스샌드위치 제도
    - 사우스오크니 제도
    - 사우스셰틀랜드 제도

  - 남극 대륙
    - 동남극
    - 남극횡단산지
    - 서남극
      - 남극반도

### 오세아니아
- 유엔 통계국 지오스킴에 따라
  - 오스트랄라시아
  - 멜라네시아
  - 미크로네시아
  - 폴리네시아

- 지리에 따라
  - 오스트랄라시아
    - 오스트레일리아-뉴기니
      - 오스트레일리아
        - 애시모어 카르티에 제도
        - 산호해제도 영토
        - 오스트레일리아 대륙
          - 오스트레일리아 수도 준주
          - 저비스베이 준주
          - 뉴사우스웨일스주
          - 노던 준주
          - 퀸즐랜드주
          - 사우스오스트레일리아주
          - Victoria
          - 웨스턴오스트레일리아주

        - 태즈메이니아주

      - 뉴기니섬
        - 파푸아뉴기니
        - 서뉴기니
          - 파푸아주
          - 서파푸아주

    - 오스트레일리아인도양영토
      - 크리스마스섬
      - 코코스 (킬링) 제도

    - 허드 맥도널드 제도
    - 매쿼리섬
    - 질란디아
      - 로드하우섬 그룹
      - 미들턴리프
      - 누벨칼레도니
      - 뉴질랜드
        - 뉴질랜드의 외딴섬
          - 채텀 제도
          - 뉴질랜드 남극 연안의 섬
            - 앤티퍼디스 제도
            - 오클랜드 제도

      - 노퍽섬

  - 태평양의 섬
    - 멜라네시아
      - 멜라네시아섬
        - 피지
        - 누벨칼레도니
        - 뉴기니의 섬 지역
        - 산타크루즈 제도
        - 솔로몬 제도 (군도)
          - 부건빌
          - 솔로몬 제도

        - 바누아투

      - 뉴기니섬

    - 미크로네시아
      - 마리아나 제도
        - 괌
        - 북마리아나 제도

      - 웨이크섬

    - 폴리네시아
      - 쿡 제도
      - 이스터섬
      - 프랑스령 폴리네시아
        - 타히티섬

      - 하와이 제도
        - 하와이 북서부의 섬
          - 미드웨이 환초

      - 하울랜드제도와 베이커제도
        - 베이커섬
        - 하울랜드섬

      - 니우에
      - 핏케언 제도, 헨더슨 제도, 듀시 제도, 오에노 제도
      - 로투마섬
      - 사모아 제도
        - 아메리칸사모아
        - 사모아

      - 토켈라우 제도
        - 스와인스 제도
        - 토켈라우

      - 통가
      - 투발루
      - 왈리스 푸투나

## 같이 보기
- 대륙
- 유로리전
- 군관구
- 극지
- 지역
- 초대륙